# 187 a. C.
El año 187 a. C. fue un año del calendario romano prejuliano. En el Imperio romano, fue conocido como el año 567 Ab Urbe condita.

## Acontecimientos
- Seleuco IV asciende al trono del Imperio Seléucida.

## Fallecimientos
- Antíoco III Megas del Imperio Seléucida.